# Batalha da Ponte Alta
A Batalha da Ponte Alta refere-se a dois combates travados em 6 de abril de 1865 e 7 de abril de 1865, perto do fim da Campanha Appomattox da Guerra Civil Americana, cerca de 6,4 km a nordeste de Farmville, Virgínia.
Em 6 de abril de 1865, a cavalaria confederada sob o comando do Major General Thomas L. Rosser lutou teimosamente para proteger a Ponte Alta.

## Resultado
A primeira batalha na ponte parecia favorecer os confederados. No entanto, a segunda batalha, na qual as tropas da União apagaram com sucesso o fogo, cruzou a ponte, e forçou os confederados a fugir em um caminho específico, provou ser uma vitória tática decisiva, e pode ter encurtado a guerra por vários dias.

## Preservação do campo de batalha
A Civil War Trust (uma divisão da American Battlefield Trust) e seus parceiros adquiriram e preservaram 176 acres do campo de batalha. A área faz parte do High Bridge Trail State Park, que inclui uma trilha de 31 milhas e a majestosa Ponte Alta, que tem mais de 2.500 pés de comprimento e fica 130 pés acima do rio Appomattox. Os píeres da ponte original da era da Guerra Civil ainda estão de pé.